# 22. BAFTA-gála
A 22. BAFTA-gálát 1969-ben tartották, melynek keretében a Brit film- és televíziós akadémia az 1968. év legjobb filmjeit és alkotóit díjazta.

## Díjazottak és jelöltek
(a díjazottak félkövérrel vannak jelölve)

### Legjobb film
Diploma előtt
- Szigorúan ellenőrzött vonatok
- Oliver!
- 2001: Űrodüsszeia

### David Lean-díj a legjobb rendezésért
Mike Nichols - Diploma előtt
- Lindsay Anderson - Ha...
- Carol Reed - Oliver!
- Franco Zeffirelli - Rómeó és Júlia

### Legjobb elsőfilmes
Dustin Hoffman - Diploma előtt
- Pia Degermark - Elvira Madigan
- Katharine Ross - Diploma előtt
- Jack Wild - Oliver!

### Legjobb főszereplő
Spencer Tracy - Találd ki ki jön ma vacsorára
- Nicol Williamson - The Bofors Gun
- Trevor Howard - A könnyűlovasság támadása
- Ron Moody - Oliver!

### Legjobb női főszereplő
Katharine Hepburn - Találd ki ki jön ma vacsorára/Az oroszlán télen
- Catherine Deneuve - A nap szépe
- Anne Bancroft - Diploma előtt
- Joanne Woodward - Rachel, Rachel

### Legjobb férfi mellékszereplő
Ian Holm - The Bofors Gun
- Anthony Hopkins - Az oroszlán télen
- George Segal - No Way to Treat a Lady
- John McEnery - Rómeó és Júlia

### Legjobb női mellékszereplő
Billie Whitelaw - Twister Nerve/Charlie Bubbles
- Simone Signoret - Games
- Virginia Maskell - Interlude
- Pat Heywood - Rómeó és Júlia

### Legjobb forgatókönyv
Diploma előtt - Calder Willingham, Buck Henry
- Ha... - David Sherwin
- Az oroszlán télen - James Coldman
- Találd ki ki jön ma vacsorára - William Rose

### Legjobb brit operatőri munka
2001: Űrodüsszeia
- A könnyűlovasság támadása
- Elvira Madigan
- Az oroszlán télen

### Legjobb jelmez
Rómeó és Júlia
- A könnyűlovasság támadása
- Az oroszlán télen
- Oliver!

### Legjobb vágás
Diploma előtt
- A könnyűlovasság támadása
- Oliver!
- Rómeó és Júlia

### Anthony Asquith-díj a legjobb filmzenének
Az oroszlán télen - John Barry
- A könnyűlovasság támadása - John Addison
- Rómeó és Júlia - Nino Rota
- Élni az életért - Francis Lai

### Legjobb díszlet
2001: Űrodüsszeia
- A könnyűlovasság támadása
- Oliver!
- Rómeó és Júlia

### Legjobb hang
2001: Űrodüsszeia
- Az oroszlán télen
- A könnyűlovasság támadása
- Szigorúan ellenőrzött vonatok
- Oliver!

### Legjobb animációs film
Pas De Deux
- The Hand
- The House Tha Jack Built
- The Question

### Legjobb speciális film
The Threat In The Water
- Carbon
- Genetics And Plant Breeding
- The Kurer Anchor System

### Robert Flaherty-díj a legjobb dokumentumfilmnek
In Need of Special Care
- Inside North Vietnam
- Music!
- A Plague On Your Children

### Egyesült Nemzetek-díj az ENSZ Alapokmányának egy vagy több elvét bemutató filmnek
Találd ki ki jön ma vacsorára
- 2001: Űrodüsszeia
- In Need of Special Care
- Az oroszlán télen